# Agapit Stevens
Pour les articles homonymes, voir Stevens.
Agapit Stevens (Bruxelles, 21 octobre 1848 - Watermael-Boitsfort, 19 février 1924,) est un peintre belge connu pour ses élégants portraits de femmes, scènes de genre, paysages et scènes orientalistes représentant des odalisques, des danseuses et des musiciennes de harem.

## Biographie
Agapit Stevens est né le 21 octobre 1848 à Bruxelles et a été déclaré sous le nom d'Agapit Pierre Jean Joseph Van Gotsenhoven. Comme ses parents Jean Daniel Stevens et Marie Van Gotsenhoven n'étaient pas mariés au moment de sa naissance, il reçoit le nom de sa mère. Ses parents se marient le 24 août 1853 à Bruxelles. À cette occasion, sa naissance est légitimée et il porte désormais le nom de Stevens. Son père est artiste peintre. Son frère René Stevens naît le 25 avril 1858 à Ixelles et devient également artiste peintre.
Le 11 mars 1875, il épouse Marie Mélanie Desmares à Ixelles. Le couple a au moins trois enfants :
* Julia Stevens, née à Uccle en 1878 qui épouse à Ixelles en 1899 Joseph Félix Lambert, employé.
* Marguerite Stevens, née à Ixelles en 1881 qui y épouse en 1898 Charles Joos, employé.
* René Stevens, prénommé comme son oncle, né à Ixelles en 1883 qui y, épouse en 1908 Anne Catherine Godart, née à Anderlecht en 1888 et résidant à Watermael-Boitsfort,
Sa première épouse étant morte le 13 février 1898 à Etterbeek, il épouse en secondes noces le 16 décembre 1899 à Ixelles Joséphine Loriaux.
Sa formation artistique n'est pas connue. Il rejoint l'association d'artistes L'Essor, une association d'artistes bruxelloise fondée le 4 mars 1876 par des étudiants de l'Académie royale des beaux-arts de Bruxelles. L'association organise de nombreuses expositions de ses membres et d'autres artistes à Bruxelles et ailleurs en Belgique.
Auteur de plusieurs portraits d'odalisques, danseuses, musiciennes de harem, compositions d'atelier qui laisseraient planer un doute quant à la réalité de ses voyages en Orient.
Il était beaucoup moins connu que son homonyme, le peintre belge Alfred Stevens (1823-1906), un peintre de beaux portraits féminins et de jeunes femmes élégantes, qui travaillait à Paris pendant la belle époque. Comme Agapit Stevens signait ses œuvres A. Stevens et que les deux artistes partageaient un style réaliste et le même sujet de jolies femmes séduisantes, les œuvres des deux artistes sont parfois confondues à tort. La confusion entre les deux artistes fut telle que l'Ordre du Lion néerlandais (Orde van de Nederlandschen Leeuw) décerné par le roi des Pays-Bas à Alfred Stevens en 1884 fut transmis par erreur à Agapit Stevens.

## Sélection d'œuvres
- Roses, exposition triennale des beaux-arts en 1887.
- L'Attente.
- Biarritz.
- Bord de mer agité.
- Marine par mauvais temps.
- L'Éventail.
- Élégante au piano.
- L'Égyptienne.
- Orientale aux bijoux.
- Jeune fille à la colombe.